# Cephalotes angustus
Espèce
Cephalotes angustus est une espèce de fourmis arboricoles du genre Cephalotes, caractérisée par une tête surdimensionnée et plate ainsi que des pattes plus plates et plus larges que ses cousines terrestres. On la trouve plus particulièrement dans le Sud des États-Unis et au Paraguay. 